# Flektierender Sprachbau
Ein flektierender Sprachbau ist in der Sprachtypologie nach Wilhelm von Humboldt und August Wilhelm Schlegel eine Unterart des synthetischen Sprachbaus. Sprachen, in welchen dieser Sprachbau vorherrscht, bezeichnet man als flektierende Sprachen (= „beugende“ Sprachen). In einer flektierenden Sprache wird – jedenfalls weitgehend – die grammatische Rolle eines Wortes im Satz durch die sogenannte (starke) Beugung markiert.
Daneben wird das Fachwort „flektierende Sprachen“ oft auch gleichbedeutend für synthetische Sprachen benutzt; dieser Wortgebrauch bezieht dann auch die schwache(n) Beugung(en) einer Sprache mit ein.
Wie auch in den agglutinierenden Sprachen und den fusionalen Sprachen (letztere sind meist zugleich flektierende Sprachen) werden grammatische Kategorien durch Abwandlungen inmitten eines betroffenen Wortes verdeutlicht. In einer flektierenden Sprache handelt es sich dabei um Änderungen des Wort-Stammes, und zwar mittels Ablaut, Umlaut und grammatischen Wechsels.

## Indoeuropäische Sprachen
Deutsch ist eine der wenigen germanischen Sprachen (neben Isländisch und Färöisch), die noch heute recht stark flektieren. Noch stärker flektierten im Altertum einige nicht mehr lebendige indogermanische Sprachen, vor allem Latein, Altgriechisch und (am stärksten) Sanskrit, heutzutage aber auch noch die große Familie der slawischen Sprachen (Russisch, Polnisch).
Daneben haben die baltischen Sprachen bis heute mehr altererbte, flexivische Eigenarten bewahrt als das Deutsche, insbesondere das Litauische, das zum Beispiel in einzelnen dialektalen Ausprägungen sowie in der Schriftsprache noch drei indogermanische Numeri (Singular, Dual, Plural) aufweist und noch sieben der ursprünglich acht indogermanischen Fälle besitzt. Dasselbe wird oft zwar auch von den slawischen Sprachen behauptet, betrifft dort aber nur die Beugung der Hauptwörter und verwandter Wortarten (bis zu acht Fälle), wohingegen die Beugung der slawischen Tätigkeitswörter sowie ihrer Ableitungen viel ärmer ist als die der baltischen.
Beispiele:
brechen (mit Veränderung im Wortstamm):
- Brich (dir kein Bein!)
- Brech’ (ich’s mir doch, so)
- Brach (ich’s mir halt).
- Gebrochen (hab’ ich’s mir dann, d. h., einen)
- Bruch (mir zugezogen – bzw. gleich mehrere)
- Brüche. —
- Bräche (ich’s mir also nicht:  Besser wär’s!)

Des Weiteren Ableitungen wie Brache („gebrochenes“, das heißt entbaumtes, aber unbebautes Land), norddeutsch Brook, Brack(-wasser), Brocken, bröckeln, prickeln, zu Tausenden von Wortwurzeln.
Freund (ohne Veränderung im Wortstamm:)
- ein Freund (z. B. … hilft‘) [männlich, Einzahl, Wer- (= 1.) Fall]
- eines Freundes (z. B. … Hilfe‘) [männlich (betr. ‚Freund‘!), Einzahl, Wes- (= 2.) Fall]
- einem Freund(e) (z. B. … helfe ich‘) [männlich, Einzahl, Wem- (= 3.) Fall
- einen Freund (z. B. … braucht jeder‘) [männlich, Einzahl, Wen- (= 4.) Fall
- einer (z. B. … deiner Freunde‘) [männlich, Einzahl, Wer- (= 1.) Fall – diesmal jedoch (vgl. oben) alleinstehend!]
- eine (z. B. … gute Freundin‘) [weiblich, Einzahl, Wer- (= 1.) oder Wen- (= 2.) Fall – alleinstehend!]
- eins (z. B. … von diesen Dingen‘) [sächlich, Einzahl, Wer- (= 1.) oder Wen- (= 2.) Fall – alleinstehend!].

Russisch:
- одна тарелка (odna tarelka) (Femininum) – ein Teller
- одно дерево (odno derevo) (Neutrum) – ein Baum
- один стол (odin stol) (Maskulinum Nominativ) – ein Tisch
- одного стола (odnogo stola) (Maskulinum Genitiv) – eines Tisches
- одному столу (odnomu stolu) (Maskulinum Dativ) – einem Tisch
- одним столом (odnim stolom) (Maskulinum Instrumentalis) – mittels eines Tisches
- на одном столе (na odnom stole) (Maskulinum Präpositiv) – auf einem Tisch

## Nicht-indoeuropäische Sprachen
Nicht-indogermanische flektierende Sprachen sind bspw. die semitischen Sprachen. Dort betrifft die Flexion dagegen vor allem das Verbum (= Tätigkeitswort), jedoch kaum Substantive (= Hauptwörter) und ihre Verwandten (mit Ausnahme des „gebrochenen Plurals“ im Arabischen).